# シマノ・Altus
Altus（アルタス）は、株式会社シマノが開発、販売するマウンテンバイク向けコンポーネントである。

## 概要
シマノの製品群では、低価格な入門向けコンポーネントの中位グレードであり、Aceraの下位にあたるグレードとなっている。
完成車では定価5万円前後で販売されるものに採用されていることが多い。MTB向けとして基本的な機能を備えたグレードである。
2013年にリアが9速化されたM370系が発売された。M310系は引き続き8速の廉価コンポとして販売される。
2017年にM370系からM2000系へモデルチェンジ。リアの変速段数はM370系から変わらず9速となる。また、リアディレイラーには新たにシャドーディレイラーが採用された。リア8速のM310系も2019年現在継続して販売されている。
| RD-M310 |  | FC-CT93FD-CT92-E(1999年)   |
| RD-M310 |  | FC-CT93 FD-CT92-E (1999年) |